# Fananu Municipality
Fananu Municipality är en kommun i Mikronesiska federationen.   Den ligger i delstaten Chuuk, i den västra delen av landet, 700 km väster om huvudstaden Palikir. Antalet invånare är 355. Fananu Municipality ligger på ön Fananu.
Följande samhällen finns i Fananu Municipality:
- Fananu Village